# This Is Just a Modern Rock Song
This Is Just a Modern Rock Song är Belle and Sebastians fjärde EP, släppt 1998 på Jeepster Records. Omslaget består av Alan Horne, grundaren till Postcard Records. Alla fyra låtar på singeln finns inkluderade på Push Barman to Open Old Wounds.

## Låtlista
1. "This Is Just a Modern Rock Song" – 7:17
2. "I Know Where the Summer Goes" – 4:45
3. "The Gate" – 4:31
4. "Slow Graffiti" – 3:24